# Dihydroorotase
La dihydroorotase est une hydrolase qui catalyse la réaction :
(S)-dihydroorotate + H2O  {\displaystyle \rightleftharpoons }  N-carbamyl-L-aspartate.
Cette enzyme intervient dans la biosynthèse des pyrimidines. Chez l'homme, elle fait partie d'un complexe enzymatique multifonctionnel (Protéine CAD) avec la carbamyl-phosphate synthétase II et l'aspartate carbamyltransférase.